# Caesar-Rudolf Boettger

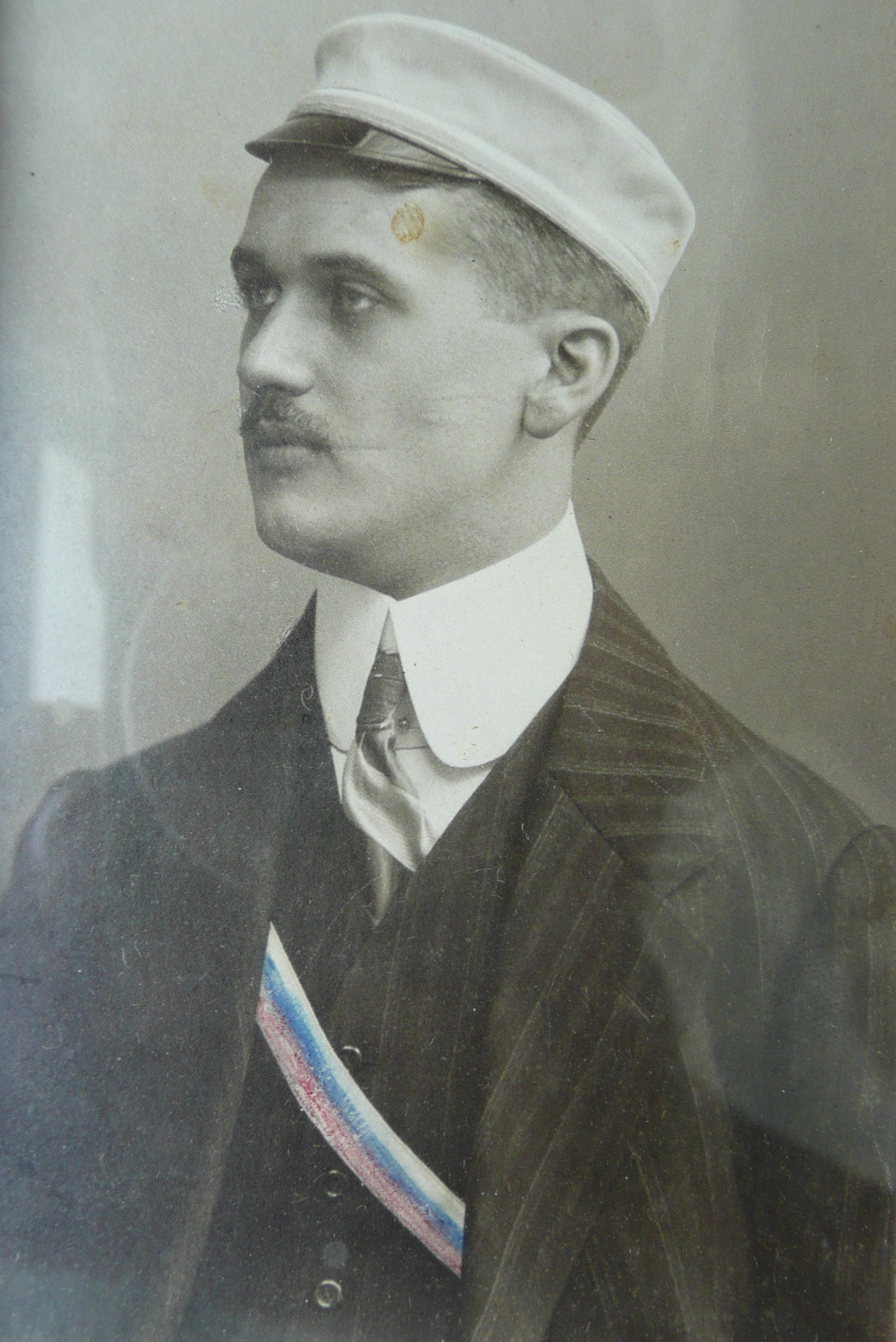
Boettger (1909)

Caesar-Rudolf Boettger (* 20. Mai 1888 in Frankfurt am Main; † 8. September 1976 in Heidelberg) war ein deutscher Zoologe und Hochschullehrer.

## Leben
Boettger wuchs in Frankfurt am Main auf. Nach dem Abitur studierte er zunächst Zoologie an der Universität Bonn. 1908 wurde er beim Corps Guestphalia aktiv. Im Wintersemester 1909/10 wechselte er an die Schlesische Friedrich-Wilhelms-Universität, Breslau. Neben dem Studium war er Einjährig-Freiwilliger im Feldartillerie-Regiment „von Peucker“ (1. Schlesisches) Nr. 6 und Aktiver beim Corps Silesia.
1912 promovierte er in Bonn und ging anschließend bis 1914 auf Forschungsreise nach Afrika und in den Orient. Das dabei gewonnene Material führte später zu seinem Buch über Die Haustiere Afrikas. Der Beginn einer akademischen Laufbahn wurde durch den Ausbruch des Ersten Weltkriegs verhindert, in dem er in Frankreich und in der Türkei eingesetzt wurde.
Nach Kriegsende arbeitete er im Reichswehrministerium in der Abteilung Gasschutz und fertigte nebenher seine Habilitationsschrift. 1932 wurde er zum Privatdozenten für Zoologie an der Friedrich-Wilhelms-Universität Berlin habilitiert und dort 1938 zum Professor für Zoologie ernannt. Mit Ausbruch des Zweiten Weltkriegs wurde er an die Heeresgasschutzschule in Celle versetzt und zum Oberst befördert.
In der Nachkriegszeit war Boettger zunächst arbeitslos, wurde aber 1947 als o. Professor auf den Lehrstuhl für Zoologie der Technischen Hochschule Braunschweig berufen. In dieser Funktion baute er das Naturhistorische Museum der Hochschule auf.
Nach seiner Emeritierung 1956 machte Boettger fünf Forschungsreisen von jeweils sechs bis zwölf Monaten Dauer nach Nordamerika, Hawaii und Mexiko. 1965 war er Visiting Curator an der University of Michigan in Ann Arbor und im hohen Alter noch 1967/68 Teilnehmer an einem Forschungsvorhaben des Naval Medical Field Research Laboratory in North Carolina.

## Ehrungen
- Mehr als ein Dutzend Tierarten wurde nach Boettger benannt.
- Bronzene Medaille der Universität Helsinki
- Cretzschmar-Medaille der Senckenbergischen Naturforschenden Gesellschaft in Frankfurt am Main
- Ordentliches Mitglied der Braunschweigischen Wissenschaftlichen Gesellschaft (1949–1976)[2]

## Werke
Boettger verfasste zusätzlich zu seinen Büchern über 220 Zeitschriften- und Fachbuchbeiträge.  
- Die Landschneckenfauna der Aru- und der Kei-Inseln. (Abhandlungen der Senckenbergischen Naturforschenden Gesellschaft, Band 338), Frankfurt am Main 1922.
- Die subterrane Molluskenfauna Belgiens. Brüssel 1939.
- Die Stämme des Tierreichs in ihrer systematischen Gliederung. Vieweg, Braunschweig 1952.
- Die Haustiere Afrikas. VEB G. Fischer, Jena 1958.
- Entstehung und Werdegang des 200jährigen Staatl. Naturhistorischen Museums zu Braunschweig. Appelhans, Braunschweig 1954.